# كاتسيوري شيباتا
كاتسيوري شيباتا (باليابانيَّة: 柴田勝頼) (بالإنجليزيَّة: Kastsuyori Shibata) هو مصارع ياباني مُحترف، يعمل حاليًا مع اتحاد الإيليت.

## نشأته
التحق شيباتا بمدرسة كوانا كوجيو الثانوية في كوانا، مي ، حيث كان زميلًا مع هيروكي غوتو. كان كاتسويوري مصارعًا هاوًا خلال أيام دراسته وكان يتنافس على المستوى الوطني في عام 1997.

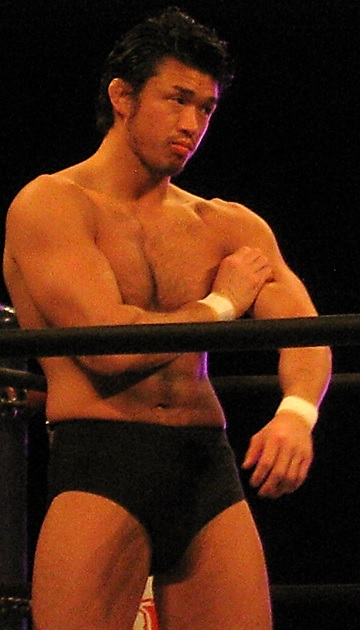
شيباتا في مارس 2015

### الانضمام إلى الإيليت / عروض خاتم الشرف (2022 إلى الوقت الحاضر)
في 26 يونيو 2022، ظهر شيباتا في عرض AEW x NJPW: Forbidden Door لإنقاذ أورانج كاسيدي من هزيمة ما بعد المباراة من يونايتد إمباير.  لاحقًا، في حلقة 2 نوفمبر من إيليت ديناميت، أنقذ شيباتا مرة أخرى كاسيدي من هجوم باك، ووقع لمباراة ضد كاسيدي في بطولة الإيليت الدُّوليَّة، في إصدار 4 نوفمبر من إيليت رامبيج. في أول ظهور له داخل الحلبة في الإيليت، هُزم شيباتا أمام كاسيدي، وتصافح الثنائي ووقفا للوقوف بعد المباراة.
في 31 مارس 2023، ظهر شيباتا لأول مرة في خاتم الشرف، حيث هزم ويلر يوتا في عرض بطاقة الشرف الفائقة في لوس أنجلوس، كاليفورنيا في بطولة الصَّافي لاتحاد خاتم الشرف. عاد شيباتا إلى الإيليت المتلفز في 2 يونيو 2023 من عرض رامبيج، متغلبًا على لي موريارتي ليحتفظ ببطولة بيور خاتم الشَّرف. في نوفمبر، منذ عودته إلى اليابان، أسقط شيباتا اللقب مرة أخرى إلى يوتا في حدث رامبيج. في 23 ديسمبر 2023، تم الإعلان عن توقيع شيباتا رسميًا مع الإيليت.
في إصدار 16 مارس 2024 من إيليت كوليشن، عاد شيباتا إلى الإيليت في محاولة خاسرة ضد برايان دانيلسون. في وقت لاحق من العرض، أنقذ شيباتا نادي بلاكبول القتالي من هجوم ما بعد المباراة من لانس آرتشر وفريق الصالحين.

## أنظر أيضا
- داميان بريست

## روابط خارجية
- سجل الفنون القتالية المختلطة المهني لـ كاتسيوري شيباتا على شيردوغ